# Ekstra Bladet

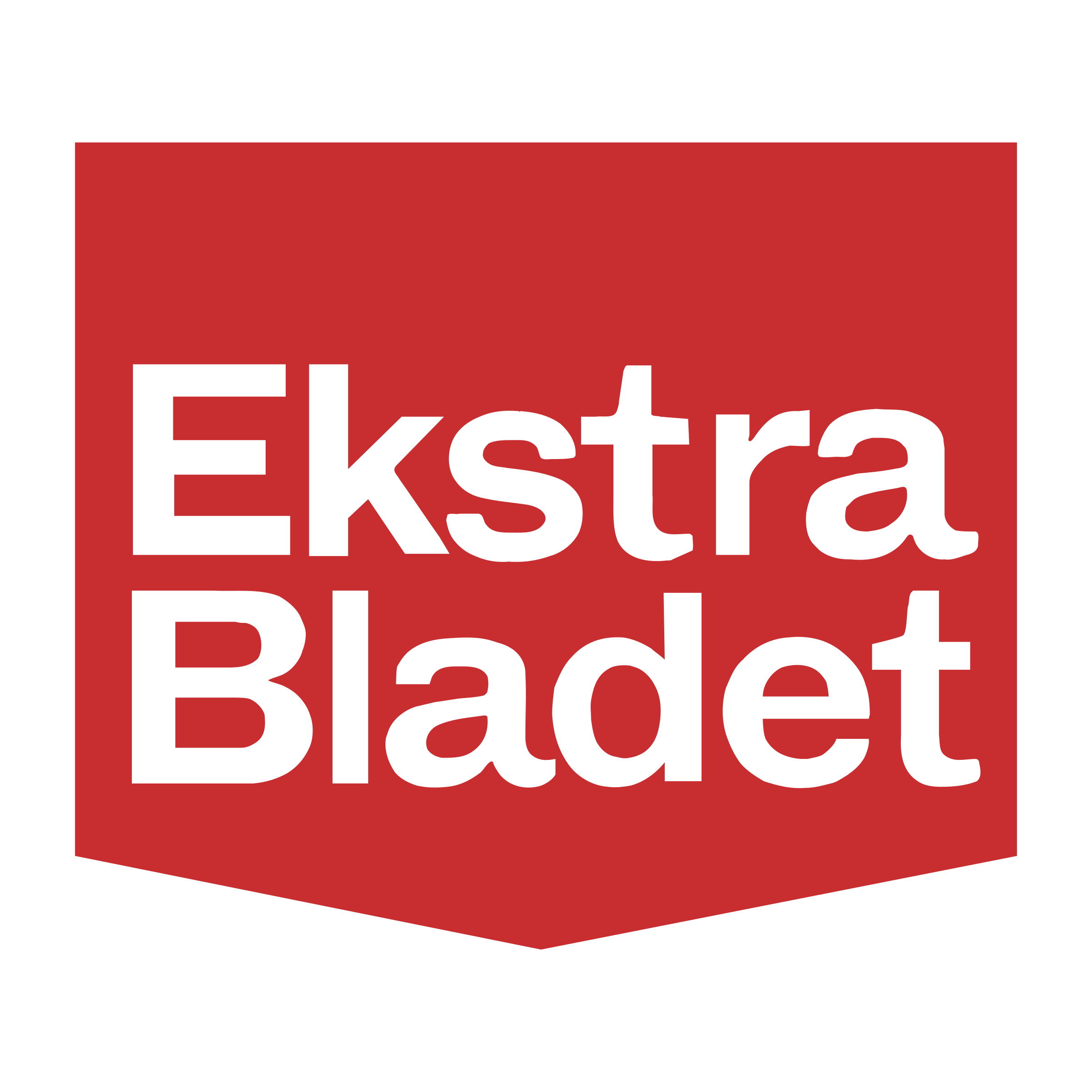
Logo

Ekstra Bladet ([ˈɛɡsdʁɐˌblæˀð]) (Nederlands: "Het extra blad") is een Deense sensatiekrant en spin-off van de krant Politiken, die een intellectuelere uitstraling heeft. Ekstra Bladet werd in 1904 opgericht, eerst als bijlage en vanaf 1905 als zelfstandige krant.
Tientallen jaren was Ekstra Bladet vooral bedoeld voor het snelle nieuws als aanvulling op het bedaagdere Politiken, maar tijdens het bewind van voormalig topambtenaar Victor Andreasen als hoofdredacteur van 1963 tot 1976 ontwikkelde het een agressieve stijl en nam het scherpe politieke posities in. Deze omslag in het karakter van de krant zou de redding geweest zijn van Ekstra Bladet, dat kampte met dalende oplagecijfers toen Andreasen de leiding overnam. De krant is liberaal ingesteld, maar is vooral een oppositiekrant die als politieke waakhond fungeert. Daarnaast is de krant bekend van Side 9-Pigen ("het pagina 9-meisje"), de (half)naakte vrouw op pagina negen, de Deense variant van de page-three girl van de Britse tabloids.
De lezersaantallen en het bereik van Ekstra Bladet dalen al jaren, al is de website de meest bezochte Deense nieuwswebsite. In de Alexa Internet rank van april 2013 staat ekstrabladet.dk op positie 2.005. De krant heeft ook een televisie-afdeling, ekstrabladet.tv, die korte filmpjes maakt over het dagelijkse nieuws.
Tussen 2000 en 2007 was oud-politicus Hans Engell van Det Konservative Folkeparti hoofdredacteur van de krant. Op 6 september 2007 werd hij door de chef van JP/Politikens Hus (tevens eigenaar middels Politiken-fonden) ontslagen en vervangen door de populairdere Poul Madsen. In 2021 werd Madsen opgevolgd door Henrik Qvortrup.
De krant was drie seizoenen (2007-2010) lang de hoofdsponsor van de strijd om de Deense voetbalbeker.
Lijst van alle dagbladen